# Svavsted
Svavsted (på dansk også Svavested og Svabsted, tysk: Schwabstedt, nordfrisisk: Swåbstää) er en landsby og kommune i det nordlige Tyskland under Kreis Nordfriesland i delstaten Slesvig-Holsten. Byen ligger cirka 12 kilometer sydøst for Husum og 6 kilometer nordøst for Frederiksstad i Sønder Gøs Herred direkte ved Trenens nedre løb.
Stednavnet dukker første gang op i skriftlige kilder i 1318 som Swauestath. I den danske tid tilhørte landsbyen Svavsted Sogn.
Kommunen omfatter også landsbyerne Lemsig (på tysk Lehmsiek), Holbølhus (Hollbüllhuus) og Svavsted Vesterkog (Schwabstedter Westerkoog), og samarbejder på administrativt plan med andre kommuner i Nordsø-Trene kommunefællesskab (Amt Nordsee-Treene).

## Historie
Fund af flere dysser og gravhøje i området omkring byen vidner om kulturelle aktiviteter og bosætninger allerede i bronzealderen. Dette kan forklares med, at Svavsted var den første landfaste by på handelsvejen til Slien.
Svavsted ligger historisk ved sproggrænsen mellem dansk, tysk og nordfrisisk. I Gøs Herreder taltes dansk, mens Ditmarsken og Stabelholm var præget af tysk. Mod Ejdersted dominerede nordfrisisk.
Svavsted omtales den 4. februar 1326 som "Swauestath" og den 28. marts 1329 som Swavestath.
Byens romanske stenkirke blev bygget af kampesten omkring 1200. Kirkens egetræsfont er formet som en pokal med otte sider. Korbuekrucifikset er udsmykket med evangelistsymbolerne.
I 1268 blev Svavsted bispesæde efter, at biskoppernes residens i Gottorp kom i hertugen af Slesvigs eje efter 1260 som en eftervirkning af Slaget på Lohede 1261. I årene 1308-1331 lod biskop Johan Bokholt foretage befæstningsarbejder i Svavsted. Bispegodset var opdelt i 7 birker med hver sin birkefoged. I Svavsted udviklede der sig en markedsplads, og stedet fik status af flække og dens borgere ret til at drive handel og håndværk. Senere i samme århundrede skulle Klaus Størtebeker og fetaljebrødrene have opholdt sig på Svavsted Slot.
I 1406 overdrog bispen Johann Skondelev bispesædet Svavsted borg og by med tilliggender samt borgen Stubbe på Svansø til dronning Margrete I mod et årligt vederlag.
Senere gjorde Christian III den yngste af sine brødre, hertug Frederik, til verdslig biskop af Slesvig med ret til at nyde indtægterne fra bispegodset, som kaldtes Svavsted Amt. Imidlertid opstod der senere stridigheder, og den sidste fyrstbiskop var Christian IVs yngre broder Ulrik, som døde i 1624.
I årene 1952 - 1959 fandtes der en dansk landsbyskole i Svavsted (Svavsted danske skole). Bygningen blev senere anvendt som dansk forsamlingshus.

## Vildmose
Nordøst for byen ligger et stort moseområde. Mosen hedder i folkemunde også Den hvide mose. Navnet hentyder til tørvens lyse farve, hvis brændværdi er ikke så stor som den mørkes. Det medførte, at bønderne ofte måtte købe tørv fra kærmoserne længere nordpå.
Vildmosen er ligesom andre højmoser i Nordeuropa opstået for cirka 8000 år siden. Mosens nordligste del er i dag kultiveret, mens cirka 400 ha i mosens sydlige del har bevaret karakter som højmose med udstrakt højmoseplantesamfund. Højmosens overflade består af tuer og mellemliggende bælter af tørvemos. Den har opnået en tykkelse af cirka 6,50 meter på midten.
I forbindelse med tørvegravning og kultivering blev der i tidens løb oprettet flere stier og drænkanaler.

## Galleri
- Jakobskirken
- Kirken med klokkestabelen
- Landsbymidten
- Vildmose nord for Svavsted